# Старий Чультем
Старий Чульте́м (рос. Старый Чультем) — присілок в Зав'яловському районі Удмуртії, Росія.
Знаходиться на другій терасі лівого берега річки Іжа, на південній околиці Іжевська, обабіч автодороги Р322 Іжевська-Сарапул.

## Населення
Населення — 140 осіб (2010; 113 в 2002).
Національний склад станом на 2002 рік:
- удмурти — 73 %

## Урбаноніми[3]
- вулиці — Берегова, Колгоспна, Польова, Трактова